# 刘宝濂
劉寶濂（1885年—1966年8月12日），中華民國實業家、曾任立法委员。字楚材，陕西省洋县（现属汉中市所辖）东韩村人。

## 生平简介
劉寶濂先生 於清末毕业于上海南洋公学（今上海交通大學），回陝后任陕西优级师范、西安府中学英语教师。
辛亥革命前夕，由陝西籍革命志士井勿幕介绍入中國同盟会。辛亥西安起义时，策动员生三百余人，参加攻打清军装局，守护粮库，并参加了攻打满城。后任秦陇复汉军都督府交通司长，管理邮政电报，倡议改驿归邮。交通司被裁后，赴美國入匹兹堡大学攻读矿冶学。留美四年，获机械采矿工程师。
民国6年（1917），刘宝濂回国，任陕西省实业厅工矿科科长。
民国10年（1921），任华县县长，翌年冬升任实业厅厅长。在任三年，曾勘察陝西全省、银、铜、石棉、石油等藏量，并开采石油、铜矿、煤矿，又改良关中棉种,推广美国高产棉种,创办面粉厂,兴修农田水利。
民国16年（1927），到榆林井岳秀部供职。民国18年（1929），任华阴兵工厂少将厂长。民国24年（1935）兼任兵工署技术司训练处处长。抗日战争初，奉派到山東济南，协助该地兵工厂西迁西安，再迁重庆。民国27年（1938）任兵工署西安办事处处长。民国30年 （1941）升任陕西省政府委员兼动员委员会书记长。
民国32年（1943）任陕西华阴兵工署长，陕西省政府参议长。民国36年（1947）当选为陕西区立法委员。

民国38年（1949），刘宝濂随中華民國政府到台湾，仍任立法委员。1961年患脑溢血，卧床六载，1966年8月12日辞世，時年八十一歲。

## 其他
其同族兄劉寶鍔，為著名工程師，以監造中山陵而著稱。
刘宝濂之子刘恩荫（1909—1994），毕业于黄埔军校骑兵科六期、法国索米尔机械化骑兵专门学校。1949年到台湾。